# 72 г. пр.н.е.
72 (седемдесет и втора) година преди новата ера (пр.н.е.) е година от доюлианския (Помпилийски) римски календар.

## Събития

### В Римската република
- Консули на Римската република са Луций Гелий Публикола и Гней Корнелий Лентул Клодиан.
- Въстание на Спартак:
  - Римските армии, предвождани от консулите, постигат първоначален успех в борбата с въстаналите роби като в битка успяват да убият един от най-значимите им водачи Крикс. Впоследствие насочилият се към Цизалпийска Галия Спартак успява да разгроми поотделно двете консулски римски армии и тази на управителя на същата провинция Гай Касий Лонгин (консул 73 пр.н.е.) при Мутина. След тези победи Спартак решава да поведе хората си на юг.[1]
  - Сенатът приема предложение за помощ от извънредно заможния Марк Лициний Крас, който събира войска от шест легиона.
- Трета Митридатова война:
  - Флотът на Лукул разбива понтийския флот при остров Лемнос, след което главните римски сили нахлуват по суша в западните части на Понт с цел да превземат главната царска резиденция. Митридат VI избягва сраженията.[2]
- Завършва Серторианската война:
  - Квинт Серторий е убит от своя подчинен Марк Перперна, който скоро след това е победен от Гней Помпей.[2]

## Починали
- Квинт Серторий, римски политик и военачалник (роден ок. 123 г. пр.н.е.)
- Марк Перперна, римски политик и военачалник
- Крикс, предводител на роби в Третата робска война
- Еномай, предводител на роби в Третата робска война[notes 1]

Бележки:
1. ↑  Или 73 г. пр.н.е